# Liste des chefs d'État de la Mauritanie
Cette article dresse la liste des chefs d'État de la république islamique de Mauritanie depuis l'indépendance du pays le 28 novembre 1960. Depuis 2009, il s'agit du Président de la république islamique de Mauritanie.  

## Liste
| N° | Portrait                           | Titulaire (Naissance-mort)                     | Élection            | Mandat           | Mandat           | Mandat                     | Parti politique | Parti politique | Premier ministre                                                  | Notes |
| N° | Portrait                           | Titulaire (Naissance-mort)                     | Élection            | Début            | Fin              | Durée                      | Parti politique | Parti politique | Premier ministre                                                  | Notes |
| -- | ---------------------------------- | ---------------------------------------------- | ------------------- | ---------------- | ---------------- | -------------------------- | --------------- | --------------- | ----------------------------------------------------------------- | --- |
| 1  | Moktar Ould Daddah                 | Moktar Ould Daddah (1924-2003)                 | 1961 1966 1971 1976 | 28 novembre 1960 | 10 juillet 1978  | 17 ans, 7 mois et 12 jours |                 | PRM / PPM       | Lui-même                                                          | Exerce la fonction de chef d'État par intérim jusqu'à l'élection présidentielle de 1961. Il instaure un régime à parti unique et se fait réélire en 1966, 1971 et 1976, jusqu'au coup d'État de 1978.                               |
| –  | Moustapha Ould Mohamed Saleck      | Moustapha Ould Mohamed Saleck (1936-2012)      | –                   | 10 juillet 1978  | 3 juin 1979      | 10 mois et 24 jours        |                 | Militaire       | Bouceif Sidi Haidalla                                             | Président du Comité militaire de salut national. Il démissionne à la suite du coup d'État de 1979. |
| –  | Mohamed Mahmoud Ould Ahmed Louly   | Mohamed Mahmoud Ould Ahmed Louly (1943-2019)   | –                   | 3 juin 1979      | 4 janvier 1980   | 7 mois et 1 jour           |                 | Militaire       | Haidalla                                                          | Président du Comité militaire de salut national. Il est renversé à la suite du coup d'État de 1980. |
| –  | Mohamed Khouna Ould Haidalla       | Mohamed Khouna Ould Haidalla (né en 1940)      | –                   | 4 janvier 1980   | 12 décembre 1984 | 4 ans, 11 mois et 8 jours  |                 | Militaire       | Lui-même Bneijara Taya Lui-même                                   | Président du Comité militaire de salut national. Il est renversé à la suite du coup d'État de 1984. |
| 2  | Maaouiya Ould Sid'Ahmed Taya       | Maaouiya Ould Sid'Ahmed Taya (né en 1941)      | – 1992 1997 2003    | 12 décembre 1984 | 3 août 2005      | 20 ans, 7 mois et 22 jours |                 | Militaire       | Lui-même Boubakar Khouna Mohamed Lemine Ould Guig Khouna M'Bareck | Président du Comité militaire de salut national du 12 décembre 1984 au 24 janvier 1992. Il instaure un régime autoritaire et se fait élire en 1992 puis réélire 1997 et 2003, jusqu'à son renversement lors du coup d'État de 2005. |
| 2  | Maaouiya Ould Sid'Ahmed Taya       | Maaouiya Ould Sid'Ahmed Taya (né en 1941)      | – 1992 1997 2003    | 12 décembre 1984 | 3 août 2005      | 20 ans, 7 mois et 22 jours | PRDS            |                 | Lui-même Boubakar Khouna Mohamed Lemine Ould Guig Khouna M'Bareck | Président du Comité militaire de salut national du 12 décembre 1984 au 24 janvier 1992. Il instaure un régime autoritaire et se fait élire en 1992 puis réélire 1997 et 2003, jusqu'à son renversement lors du coup d'État de 2005. |
| –  | Ely Ould Mohamed Vall              | Ely Ould Mohamed Vall (1953-2017)              | –                   | 3 août 2005      | 19 avril 2007    | 1 an, 8 mois et 16 jours   |                 | Militaire       | Boubakar                                                          | Président du Conseil militaire pour la justice et la démocratie. |
| 3  | Sidi Mohamed Ould Cheikh Abdallahi | Sidi Mohamed Ould Cheikh Abdallahi (1938-2020) | 2007                | 19 avril 2007    | 6 août 2008      | 1 an, 3 mois et 18 jours   |                 | Indépendant     | Zeidane Waghef                                                    | Premier président de la République élu démocratiquement, il est renversé lors du coup d'État de 2008. |
| –  | Mohamed Ould Abdel Aziz            | Mohamed Ould Abdel Aziz (né en 1956)           | –                   | 6 août 2008      | 15 avril 2009    | 8 mois et 9 jours          |                 | Militaire       | Laghdhaf                                                          | Chef d'État de facto en tant que président du Haut Conseil d'État. |
| –  |                                    | Ba Mamadou M'Baré (1946-2013)                  | intérim             | 15 avril 2009    | 5 août 2009      | 3 mois et 21 jours         |                 | Indépendant     | Laghdhaf                                                          | Président de la République par intérim en tant que président du Sénat à la suite de la démission de Mohamed Ould Abdel Aziz. |
| 4  | Mohamed Ould Abdel Aziz            | Mohamed Ould Abdel Aziz (né en 1956)           | 2009                | 5 août 2009      | 2 août 2014      | 9 ans, 11 mois et 27 jours |                 | UPR             | Laghdhaf Hademine Béchir                                          | Élu en 2009, il est réélu en 2014 et quitte le pouvoir en 2019 après avoir atteint la limite de deux mandats. |
| 4  | Mohamed Ould Abdel Aziz            | Mohamed Ould Abdel Aziz (né en 1956)           | 2014                | 2 août 2014      | 1er août 2019    | 9 ans, 11 mois et 27 jours |                 | UPR             | Laghdhaf Hademine Béchir                                          | Élu en 2009, il est réélu en 2014 et quitte le pouvoir en 2019 après avoir atteint la limite de deux mandats. |
| 5  | Mohamed Ould Ghazouani             | Mohamed Ould Ghazouani (né en 1956)            | 2019 2024           | 1er août 2019    | en cours         | 5 ans, 11 mois et 20 jours |                 | UPR             | Béchir Sidiya Bilal Diay                                          | Élu en 2019 et réélu en 2024. |
| 5  | Mohamed Ould Ghazouani             | Mohamed Ould Ghazouani (né en 1956)            | 2019 2024           | 1er août 2019    | en cours         | 5 ans, 11 mois et 20 jours | El Insaf        |                 | Béchir Sidiya Bilal Diay                                          | Élu en 2019 et réélu en 2024. |